# Museo dei blindati (Saumur)
Il Musée des Blindés di Saumur è un museo militare dove sono conservati più di 800 carri armati e blindati delle nazioni maggiormente militarizzate e industrializzate, ovvero Stati Uniti, Gran Bretagna, Francia, Italia, Germania, Giappone, Russia e Spagna. Nonostante più di 200 mezzi siano originali, oltre la metà dei veicoli conservati sono repliche a causa della rarità dei pezzi di ricambio. Vi sono esposti Mark I A7V, Renault FT, Panzer IV, M4 Sherman, T-34, Saint-Chamond, 75/18 e molti altri carri.
Sono conservati anche alcuni Putilov-Garford (autoblindo russo della prima guerra mondiale), alcuni pezzi di artiglieria come il famoso 8,8 cm FlaK e altre armi da fuoco. Vi sono anche uniformi della prima e della seconda guerra mondiale.
Il museo è dotato anche di un gruppo di meccanici specializzati in carri armati e riparazione blindati che hanno il compito di vigilare, riparare e cercare i pezzi necessari, che per ovvi motivi sono molto rari. Il restauro completo, molto complesso e costoso, dura in media uno o due anni. Nella zona delle riparazioni sono presenti parti di carri armati, torrette, scafi, cingoli e motori restaurati.